# Dvaita
Dvaita (Devangari: द्वैत) is een filosofisch-religieuze onderschool binnen de vedanta en vertegenwoordigt een dualistische manier van denken. Dvaita betekent tweeheid en daarmee onderscheidt de dvaita van Madhva zich van het non-dualisme van de advaita van Shankara en de vishishtadvaita van Ramanuja, twee andere substromingen van vedanta.
Het dualisme van dvaita is terug te vinden in het onderscheid dat wordt gemaakt tussen de god Vishnoe, het ultieme Zelf, en daarnaast de individuele zielen (jiva of jiva-atman). Anders dan bij het dualisme van de samkhya-school is alles daarbij wel afhankelijk (paratantra) van Vishnoe, die als enige onafhankelijk (svatantra) is.